# Рощин, Игорь Валентинович
Игорь Валентинович Рощин (род. 29 ноября 1944, Баку, Азербайджанская ССР, СССР) — российский изобретатель и организатор производства. Лауреат Государственной премии Российской Федерации в области науки и техники. Заслуженный строитель РСФСР.

## Биография
Игорь Валентинович Рощин родился в городе Баку Азербайджанской ССР 29 ноября 1944 года. По происхождению — еврей; мать — Татьяна Иосифовна Рощина; отец работал главным инженером конторы бурения скважин. В 1952 году отца направили в Татарию, где в декабре 1952-го он умер. В тот период Игорь Рощин учился в Октябрьском нефтяном техникуме, а затем поступил в Лениногорский филиал Московского института нефтехимической и газовой промышленности имени Губкина в Татарии. В 1960 году мать с братом Виталием переехали в Чебоксары. В короткие каникулы Игорь навещал мать Татьяну Иосифовну и брата Виталия; окончить вуз не удалось — со второго курса Игоря Рощина призвали в армию.
После службы в армии в декабре 1966 года он приезжает в город-спутник химиков и гидростроителей Новочебоксарск. Некоторое время работал инженером-конструктором на строящемся химкомбинате, затем — конструктором на заводе «Ремстроймаш», в Чебоксарском бюро Госстроя РСФСР, главным инженером проекта треста «Оргтехстрой», совмещая работу с учебой в Чувашском государственном университете имени И. Н. Ульянова.
В январе 1977 года стал начальником технического отдела, за девять лет прошел все руководящие ступени строительного производства и в июле 1986 года возглавил один из крупнейших строительных коллективов Минстроя СССР — опорно-показательный специализированный строительно-монтажный трест «Спецстроймеханизация». В декабре 1990 года трест был преобразован в арендную организацию по строительству дорог, инженерных сетей и сооружений «Дорисс», которая в январе 1992 года стала первым в Чувашской Республике акционерным обществом. Игорь Рощин в те годы повышал квалификацию в Московской заочной аспирантуре ЦМИ ПКС при Московском инженерно-строительном институте имени В. Куйбышева.

## Семья
Мать — Татьяна Иосифовна Рощина (ум. 7 апреля 2005) — жила в Чебоксарах в квартире № 10 дома на перекрестке улиц Карла Маркса и Композиторов Воробьевых (Дом сотрудников НКВД), воспитала двух сыновей, похоронена в 5-м кладбище города Чебоксары.
Строительные специальности получили также сыновья И. В. Рощина — Валентин и Всеволод, которые также трудоустроены в чебоксарском Акционерном обществе «Дорисс».

## Награды и почётные звания
Награды СССР и России
- В 1990 году награждён медалью «Ветеран труда»;
- В 1991 году присвоено звание «Заслуженный строитель РСФСР»;
- В 1999 году за работу по возрождению исторической части города Чебоксары присуждена Государственная премия Российской Федерации в области науки и техники;
- В 1998 году награждён знаком «Почётный строитель России»;

Награды Чувашии
- В 1986 году присвоено звание «Заслуженный строитель Чувашской АССР».
- В 2004 году присвоено звание «Почётный гражданин города Ядрин Чувашской Республики»;
- Медаль «За заслуги перед городом Чебоксары» (13 августа 2015) — за большой вклад в социальное  и экономическое развитие города Чебоксары[2]
- Почётный гражданин города Чебоксары (21 августа 2019 года)[3].

Иные награды
- В 2004 году присвоено звание «Лауреат премии профсоюза строителей России»;
- В 2005 году награждён медалью «100 лет профсоюзам России» (награда Федерации независимых профсоюзов России);
- В 2006 году награждён медалью «Ветеран Минстроя СССР — Россевзапстроя»;
- В 2007 году награждён Почётной грамотой ЦК профсоюза строителей
- В 2006 году награждён орденом Русской православной церкви Святого Благоверного Князя Даниила Московского III степени;

## Научные труды и изобретения
- Устройство для сварки пластмассовых труб из термопластов (1987);
- Устройство для сварки пластмассовых труб (1987);
- Устройство для очистки сточных вод от взвешенных частиц (1988);
- Устройство для обработки молочных продуктов электрическим током (1990).
- Установка глубокой биологической очистки вод и обработка осадков (1834862 1992 г.);
- Устройство для обогрева помещения (2103613 1998 г.);
- Смесь для изоляции (для уничтожения химического оружия) (2192402 2002 г.)
- Подготовлена и издана монография «Проблемы развития строительного комплекса в рыночных условиях».